# Gloydius saxatilis
Gloydius saxatilis là một loài rắn trong họ Rắn lục. Loài này được Emelianov mô tả khoa học đầu tiên năm 1937.